# Зонный оборот

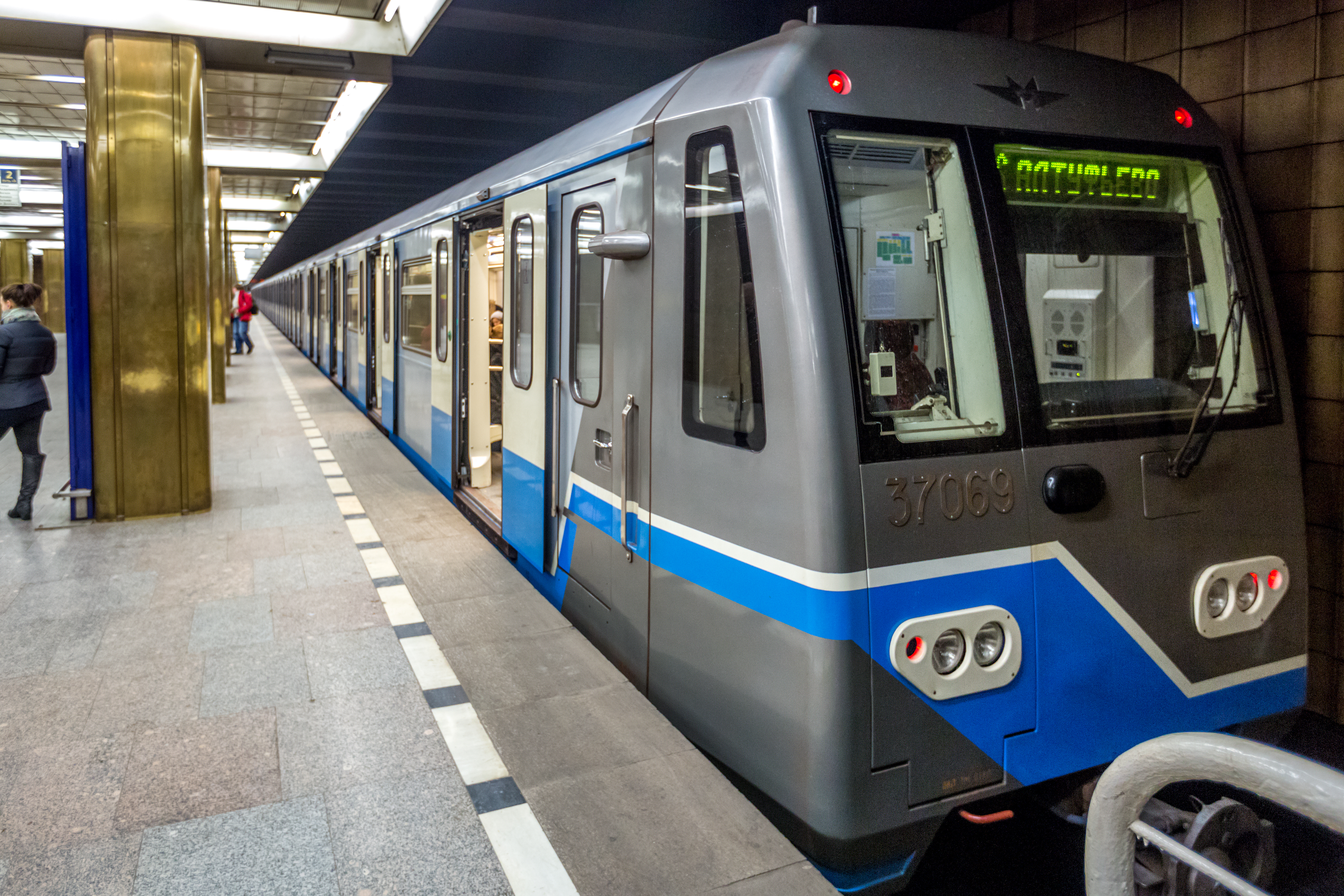
Высадка пассажиров на станции «Пражская» перед отправлением в оборотный тупик

Зо́нный оборо́т поездо́в — один из видов организации движения рельсового пассажирского транспорта (как правило, в метрополитене), при котором поезд не доезжает до конечной станции на линии, а оборачивается (меняет направление движения в оборотном тупике) на промежуточной (ближайшей на пути следования поезда) станции с путевым развитием с дальнейшим следованием по линии после оборота уже в противоположную предыдущему направлению сторону. Используется для разгрузки становящихся менее востребованными участков линии в час пик, но также может применяться и из-за их изначально слабой загруженности.

## Суть
Поезда в метрополитене не всегда доезжают до конечной станции, поскольку в течение дня загруженность различных участков на линии может быть разной. В связи с этим часть составов «перебрасывают» с менее загруженных участков на более загруженные. Например, в московском метро на Сокольнической линии некоторые поезда в утренние или вечерние часы не доезжают до станции «Бульвар Рокоссовского», а едут до станции «Комсомольская». Машинисты разворачивают их в депо и направляют обратно в центр, где в часы пик гораздо больше пассажиров.
В Петербургском метрополитене после проведения транспортной реформы 2022 года на Фрунзенско-Приморской линии был организован зонный оборот поездов: они не все доезжали до конечной станции «Шушары». В 2017—2019 гг., перед открытием депо «Южное», зонный оборот также использовался на Кировско-Выборгской, Московско-Петроградской и Невско-Василеостровской линиях: поезда оборачивались за станциями «Академическая», «Проспект Просвещения» и «Ломоносовская».

## По городам России
Практика зонных оборотов активно применяется в Московском и Петербургском метрополитенах.